# Marián Andel
Marián Andel (Modor, 1950. szeptember 10. –) szlovák politikus, a második Mečiar-kormány alelnöke, a Szlovák Nemzeti Párt egykori tiszteletbeli elnöke.

## Politikusi pályafutása
1993. novemberétől a második Mečiar-kormány alelnöke. Az 1994. és az 1998. évi parlamenti választásokon a Szlovák Nemzeti Párt listájáról szerzett mandátumot. A 2006. évi parlamenti választásokon a SLNKO párt listáján indult, azonban pártja nem jutott be a parlamentbe.

## Fordítás
- Ez a szócikk részben vagy egészben a Marián Andel című szlovák Wikipédia-szócikk ezen változatának fordításán alapul.  Az eredeti cikk szerkesztőit annak laptörténete sorolja fel. Ez a jelzés csupán a megfogalmazás eredetét és a szerzői jogokat jelzi, nem szolgál a cikkben szereplő információk forrásmegjelöléseként.